# Ildikó Enyediová
Ildikó Enyedi (* 15. listopadu 1955 Budapešť) je maďarská režisérka a scenáristka. V roce 2017 dostala za film O těle a duši (Testről és lélekről) hlavní cenu Zlatého medvěda na Mezinárodním filmovém festivale v Berlíně. Stejný snímek byl nominován i na Oscara v kategorii nejlepší neanglicky mluvený film. Již její první celovečerní snímek Mé 20. století (Az én XX. századom) z roku 1989 získal Zlatou kameru na festivalu v Cannes (cena určená pro nejlepší debut). Pro HBO adaptovala maďarskou verzi (původně izraelského) seriálu Terapie.

## Filmografie
- Mé 20. století (1989)
- Téli hadjárat (1991)
- Čarostřelec (1994)
- A gyár (1995)
- Tamás és Juli (1997)
- Šimon kouzelník (1999)
- Ország és irodalom (1999)
- Szelíd interface (2004)
- Első szerelem (2008)
- O těle a duši (2017)
- The Story of My Wife (2021)

## Ocenění
V červenci 2024 obdržela na 50. Letní filmové škole Výroční cenu AČFK.